# پیروهان (کوه)
پیروهان (به اسپانیایی: Pirhuane) یک کوه در پرو است که در منطقه موکگوا واقع شده‌است. پیروهان ۴٬۹۹۴ متر بالاتر از سطح دریا واقع شده‌است.